# Allium convallarioides
Allium convallarioides är en amaryllisväxtart som beskrevs av Aleksandr Alfonsovitj Grossgejm. Allium convallarioides ingår i släktet lökar, och familjen amaryllisväxter. Inga underarter finns listade i Catalogue of Life.